# Osminia namibiana
Osminia namibiana is een vlinder uit de familie wespvlinders (Sesiidae), onderfamilie Sesiinae.
Osminia namibiana is voor het eerst wetenschappelijk beschreven door Kallies in 2004. De soort komt voor in het Afrotropisch gebied.